# W Bootis
W Bootis är en halvregelbunden variabel av SRB-typ i stjärnbilden Björnvaktaren. 
Stjärnan varierar mellan fotografisk magnitud +4,62 och 4,93 med en period av 25,51 dygn.